# Pla de Girona
El pla de Girona és una plana natural que forma part de la depressió de la Selva, situada a la confluència dels rius Onyar, Güell, Galligants i Ter, a una altitud de 70 m, al centre de la qual hi ha la ciutat de Girona.